# Aneriojärvi
Aneriojärvi este o arie protejată (arie de protecție specială avifaunistică — SPA) din Finlanda întinsă pe o suprafață de 156 ha, integral pe uscat.

## Localizare
Centrul sitului Aneriojärvi este situat la coordonatele 60°22′19″N 23°34′20″E / 60.3719°N 23.5722°E.

## Înființare
Situl Aneriojärvi a fost declarat arie de protecție specială avifaunistică în august 1998 pentru a proteja 20 de specii de animale.

## Biodiversitate
Situată în ecoregiunea boreală, aria protejată nu include niciun habitat protejat.
La baza desemnării sitului se află mai multe specii protejate de  păsări (20): rață sulițar (Anas acuta), gâscă de semănătură (Anser fabalis), stârc cenușiu (Ardea cinerea), rață-cu-cap-castaniu (Aythya ferina), rața moțată (Aythya fuligula), buhai de baltă (Botaurus stellaris), bătăuș (Calidris pugnax), erete de stuf (Circus aeruginosus), lebădă de iarnă (Cygnus cygnus), presură de grădină (Emberiza hortulana), șoimul rândunelelor (Falco subbuteo), Hydrocoloeus minutus, Mergellus albellus, codobatura galbenă (Motacilla flava), vultur pescar (Pandion haliaetus), cresteț pestriț (Porzana porzana), Spatula clypeata, chiră de baltă (Sterna hirundo), fluierar de mlaștină (Tringa glareola), fluierarul cu picioare roșii (Tringa totanus).